# Жилотово
Жилотово — деревня в составе Дмитриевского сельского поселения Галичского района Костромской области России.

## История
Согласно Спискам населённых мест Российской империи в 1872 году деревня относилась к 2 стану Галичского уезда Костромской губернии. В ней числилось 14 дворов, проживало 30 мужчин и 51 женщина.
Согласно переписи населения 1897 года в деревне проживало 57 человек (19 мужчин и 35 женщин).
Согласно Списку населённых мест Костромской губернии в 1907 году деревня относилось к Богчинской волости Галичского уезда Костромской губернии. По сведениям волостного правления за 1907 год в ней числилось 15 крестьянских дворов и 80 жителей. Основным занятием жителей деревни был малярный промысел.
До муниципальной реформы 2010 года деревня также входила в состав Дмитриевского сельского поселения.

## Население
| 2008 | 2010 | 2012 | 2014 |
| ---- | ---- | ---- | ---- |
| 6    | ↘0   | ↗4   | →4   |